# Langfang
Lángfāng (chinesisch 廊坊市, Pinyin Lángfāng Shì) ist eine bezirksfreie Stadt in der chinesischen Provinz Hebei. Das Verwaltungsgebiet von Langfang hat eine Fläche von 6.413 km² und 5.464.087 Einwohner (Stand: Zensus 2020). In dem eigentlichen städtischen Siedlungsgebiet von Langfang leben 530.840 Menschen (Stand: Zensus 2010). Es wird Hochchinesisch gesprochen.

## Administrative Gliederung
Auf Kreisebene setzt sich Langfang aus zwei Stadtbezirken, fünf Kreisen, einem Autonomen Kreis und zwei kreisfreien Städten zusammen. Diese sind (Stand: Zensus 2010):
- Stadtbezirk Anci (安次区), 581 km², 367.670 Einwohner, Zentrum, Sitz der Stadtregierung;
- Stadtbezirk Guangyang (广阳区), 382 km², 500.396 Einwohner;
- Kreis Gu’an (固安县), 698 km², 418.689 Einwohner, Hauptort: Großgemeinde Gu'an (固安镇);
- Kreis Yongqing (永清县), 768 km², 356.481 Einwohner, Hauptort: Großgemeinde Yongqing (永清镇);
- Kreis Xianghe (香河县), 448 km², 343.372 Einwohner, Hauptort: Großgemeinde Shuyang (淑阳镇);
- Kreis Dacheng (大城县), 895 km², 477.773 Einwohner, Hauptort: Großgemeinde Pingshu (平舒镇);
- Kreis Wen’an (文安县), 1.034 km², 500.967 Einwohner, Hauptort: Großgemeinde Wen’an (文安镇);
- Autonomer Kreis Dachang der Hui (大厂回族自治县), 176 km², 118.474 Einwohner, Hauptort: Großgemeinde Dachang (大厂镇);
- Stadt Bazhou (霸州市), 796 km², 622.975 Einwohner;
- Stadt Sanhe (三河市), 635 km², 652.042 Einwohner.

## Wirtschaft
Der ökonomische Schwerpunkt liegt im Bereich Computer und Technologie. In Langfang entsteht bis 2016 mit dem Range International Information Hub das weltweit größte Datenzentrum (ca. 585.000 m²). dies ist flächenmäßig die etwa sechsfache Größe des Utah Data Centers.